# Chasmocranus rosae
Chasmocranus rosae е вид лъчеперка от семейство Heptapteridae. Видът не е застрашен от изчезване.

## Разпространение и местообитание
Разпространен е в Колумбия.
Обитава сладководни басейни и реки.

## Описание
На дължина достигат до 5,5 cm.